# Teppich-Zwergmispel
Die Teppich-Zwergmispel (Cotoneaster dammeri) ist ein immergrüner, kriechender Strauch aus der Gruppe der Kernobstgewächse (Pyrinae). Das natürliche Verbreitungsgebiet der Art liegt in China. Sie wird häufig als Zierpflanze verwendet.

## Beschreibung

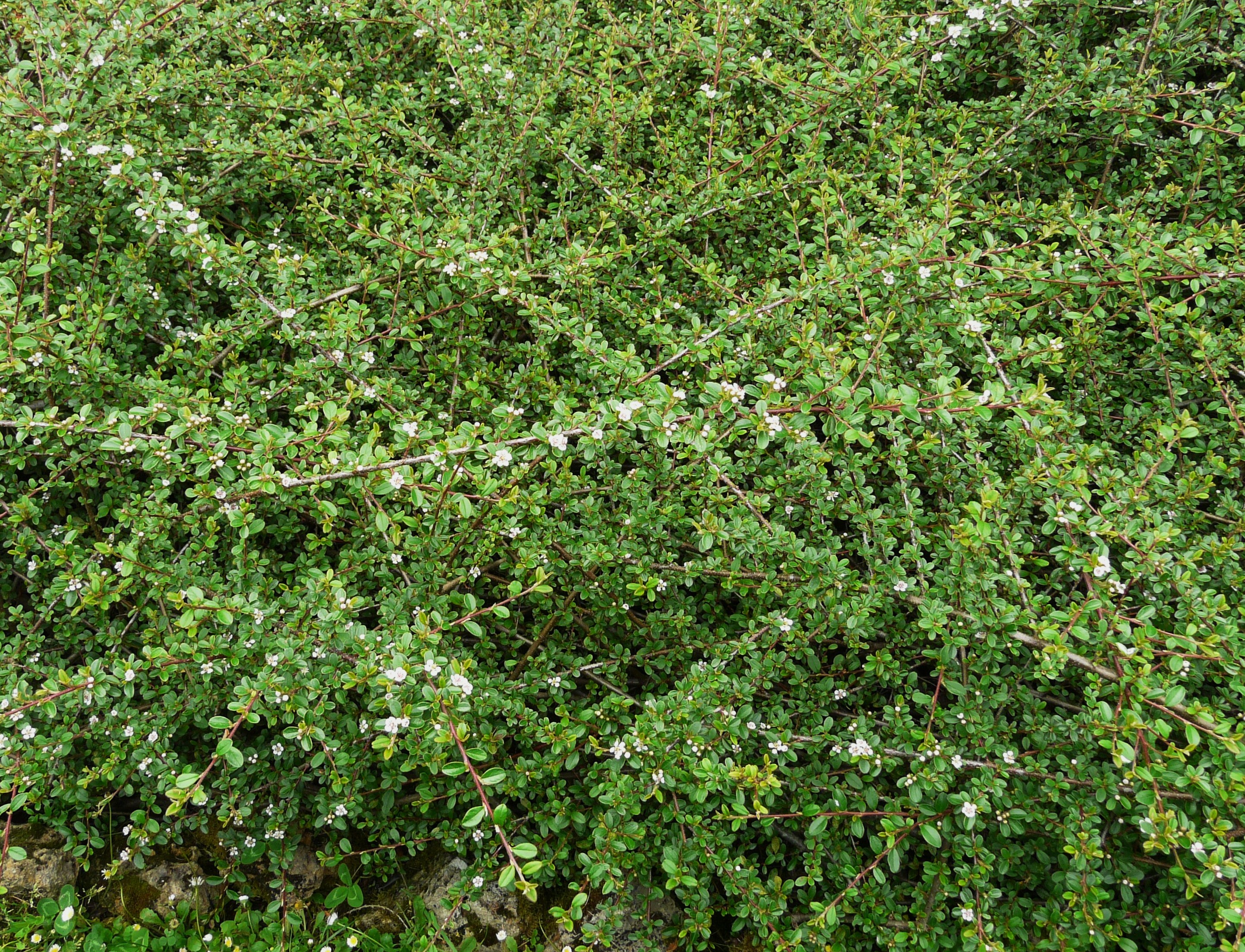
Teppich-Zwergmispel

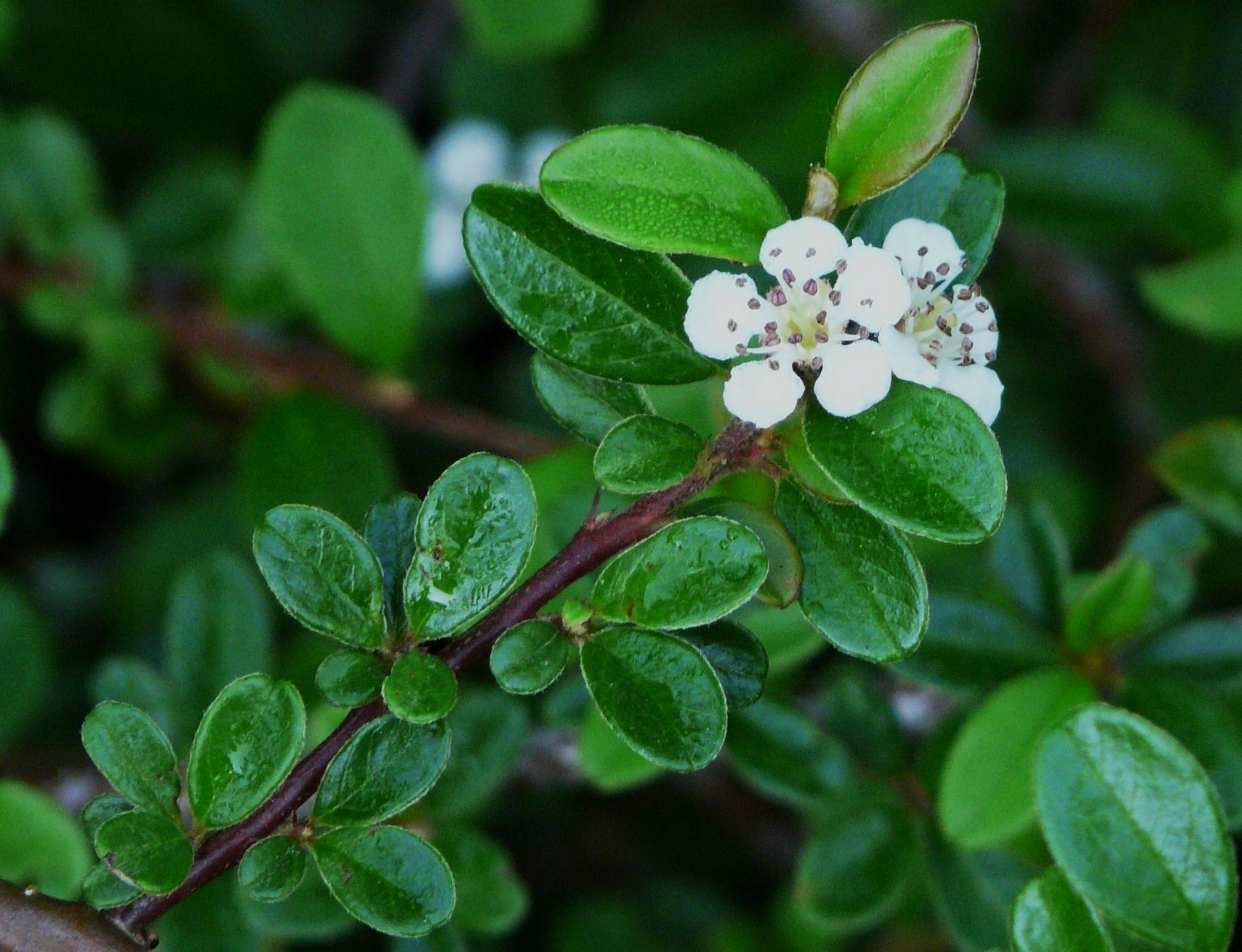
Zweig mit Blättern und Blüten

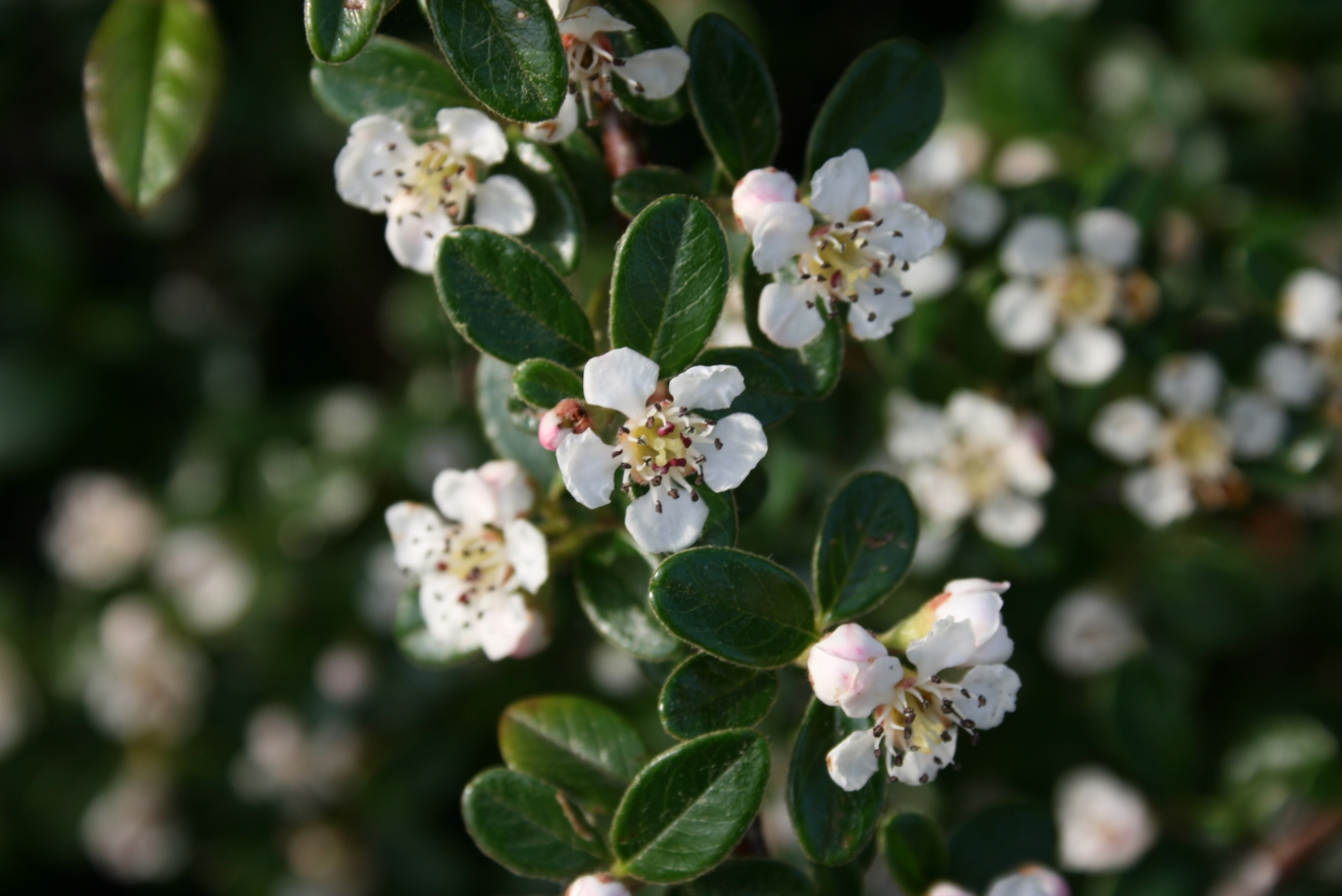
Blüten

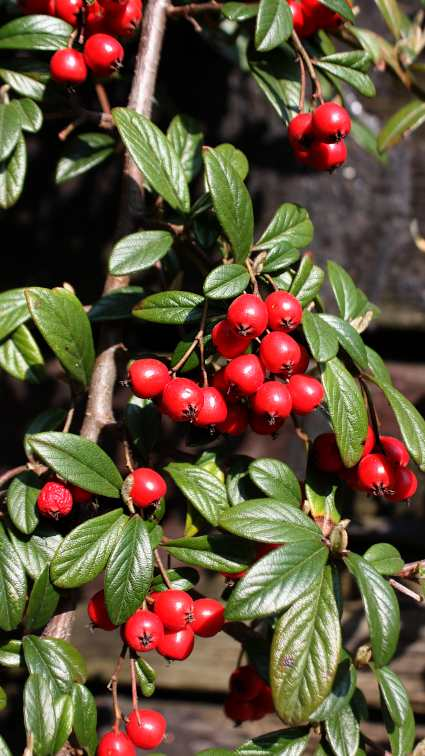
Früchte

Die Teppich-Zwergmispel ist ein immergrüner, weit kriechender Spalierstrauch mit auf dem Boden aufliegenden und wurzelnden Zweigen. Die Zweige sind dunkel graubraun bis schwarzgrau, stielrund, anfangs angedrückt, gelblich behaart und später verkahlend. Die Laubblätter sind zweizeilig angeordnet. Der Blattstiel ist 2 bis 3 Millimeter lang, anfangs ebenfalls gelblich behaart und später verkahlend. Die Nebenblätter sind lanzettlich bis linealisch-lanzettlich, 2 bis 4 Millimeter lang, schwach flaumhaarig und fallen meist früh ab. Die Blattspreite ist einfach, oval, länglich-oval oder verkehrt-eiförmig, 1 bis 2 selten bis 3 Zentimeter lang und 0,7 bis 2,2 Zentimeter breit, dick ledrig, mit stumpfer, ausgerandeter oder mehr oder weniger spitzer Blattspitze und breit keilförmiger oder gerundeter Basis. Es werden 4 bis 6 Aderpaare gebildet. Die Blattoberseite ist glänzend dunkelgrün, kahl mit eingesenkten Blattadern; die Unterseite ist heller als die Oberseite, etwas bereift, anfangs angedrückt behaart und später verkahlend mit stark hervortretenden Blattadern.
Die Blüten stehen meist einzeln, selten in 1 Zentimeter durchmessende Schirmrispen aus 2 bis 3 Blüten. Die Tragblätter sind linealisch-lanzettlich, 2 bis 3 Millimeter lang und fein behaart. Die Blütenstiele sind fein behaart und 4 bis 6 Millimeter bei der Varietät radicans bis 15 Millimeter lang. Der Blütenbecher ist glockenförmig und außen schwach flaumhaarig. Die Kelchblätter sind dreieckig, spitz, 1,5 bis 2 Millimeter lang und etwa genauso breit. Die Kronblätter stehen waagrecht. Sie sind weiß, kahl, rundlich bis breit eiförmig, 4 bis 5 Millimeter breit, mit stumpfer Spitze und kurz genagelter Basis. Die 20 Staubblätter sind ungleich lang und haben rötliche Staubbeutel. Die Spitze des Fruchtknotens ist behaart. Die selten drei meist vier bis fünf freistehenden Griffel sind beinahe so lang wie die Staubblätter. Die Früchte sind hellrot, kahl, rundlich, mit Durchmesser von 6 bis 7 Millimeter. Je Frucht werden selten drei meist vier oder fünf Kerne gebildet. Die Teppich-Zwergmispel blüht von Mai bis Juni, die Früchte reifen von September bis Oktober.
Die Chromosomenzahl beträgt 2n = 34.

## Vorkommen und Standortansprüche
Das natürliche Verbreitungsgebiet liegt in den chinesischen Provinzen Gansu, Guizhou, Hubei, Sichuan, Xizang und Yunnan. In Europa ist die Art verwildert. Die Teppich-Zwergmispel wächst in kühlfeuchten Gebirgsregionen in 1300 bis 4100 Metern Höhe auf mäßig trockenen bis frischen, schwach sauren bis alkalischen, nicht zu nährstoffreichen Böden an sonnigen bis lichtschattigen Standorten. Die Art ist meist frosthart.

## Systematik
Die Teppich-Zwergmispel (Cotoneaster dammeri) ist eine Art aus der Gattung der Zwergmispeln (Cotoneaster). Sie wird in der Familie der Rosengewächse (Rosaceae) der Unterfamilie Spiraeoideae, Tribus Pyreae der Untertribus der Kernobstgewächse (Pyrinae) zugeordnet. Die Art wurde 1906 von Camillo Karl Schneider in Illustriertes Handbuch der Laubholzkunde erstmals wissenschaftlich beschrieben. Der Gattungsname Cotoneaster leitet sich vom lateinischen cotoneum (malum) für die Quitte (Cydonia oblonga) ab. Die Endung „aster“ ist eine Vergröberungsform für Pflanzengruppen, die im Vergleich zu ähnlichen Gruppen als minderwertig betrachtet werden. Das Artepitheton dammeri erinnert an den Botaniker Udo Dammer.
Es werden zwei Varietäten unterschieden:
- Cotoneaster dammeri var. dammeri mit 2 bis 3 Millimeter langen Blattstielen, ovalen bis länglich-ovalen Blattspreiten und 4 bis 6 Millimeter langen Blütenstielen. Sie kommt in Höhen von 1300 bis 2600 Metern vor.[9]
- Cotoneaster dammeri var. radicans (Dammer ex C. K. Schneider) C. K. Schneider mit 6 bis 10 Millimeter langen Blattstielen, verkehrt eiförmigen Blattspreiten und 10 bis 15 Millimeter langen Blütenstielen. Sie kommt in Höhen von 2000 bis 4100 Metern vor.[10] Die Varietät wird auch als eigene Art Cotoneaster radicans angesehen.[3]

## Verwendung
Die Teppich-Zwergmispel wird sehr häufig aufgrund ihrer beeindruckenden Früchte als Ziergehölz, aber auch als Bienenweide verwendet.
Es werden zahlreiche Sorten unterschieden, darunter:
- 'Major' mit größeren, 2,5 bis 3,5 Zentimeter langen Blattspreiten, die sich im Herbst orangerot verfärben können. Die Sorte wird besonders häufig gepflanzt.
- 'Mooncreepers' mit besonders flachem Wuchs und kleinen frischgrünen Blättern und zahlreichen, kleinen Früchten.
- 'Thiensen' ähnelt der Sorte 'Major', wird jedoch nur 15 Zentimeter hoch mit 4 bis 5 Zentimeter langen Blättern. Die Sorte ist resistent gegen den Feuerbrand.[3]

## Nachweise